# Шалыгин, Леонид Дмитриевич
Леонид Дмитриевич Шалыгин (род. 30 марта 1955 года, г. Балашов, Саратовская область) — российский медик, специалист в области восстановительной медицины. Доктор медицинских наук (2000), профессор (2004), полковник медицинской службы в запасе.
Ректор Института усовершенствования врачей НМХЦ им. Н. И. Пирогова (Пироговский центр) Министерства здравоохранения РФ (2003—2004, и с 2005) и одновременно профессор Первого МГМУ (с 2006), ранее профессор РМАПО (2002—2010). Заслуженный профессор Пироговского центра (2011). Заслуженный врач Российской Федерации (2000).

## Биография
Окончил балашовскую школу № 16, военно-медицинский факультет Саратовского государственного медицинского института (1978) по специальности лечебно-профилактическое дело, а также факультет руководящего медицинского состава Военно-медицинской академии им. С. М. Кирова г. Санкт-Петербурга (1991) по специальности терапия.
С 1976 по 2001 год на службе в Вооружённых силах, уволен в запас в звании полковника медицинской службы.
С 1994 года ассистент, с 2001 г. доцент, в 2002—2004 гг. профессор кафедры медицинской реабилитации и физических методов лечения (с курсом традиционных методов лечения) Государственного института усовершенствования врачей Министерства обороны Российской Федерации.
С 2001 по 2003 год заместитель главного врача по медицинской части НМХЦ им. Н. И. Пирогова.
В 2002—2010 годах профессор кафедры физической реабилитации и спортивной медицины Российской медицинской академии последипломного образования.
В 2004 году руководитель Департамента профессиональной подготовки и развития кадровых ресурсов в здравоохранении Министерства здравоохранения Российской Федерации. С 2004 по 2005 г. начальник отдела санаторно-курортного лечения управления организации медицинской помощи и санаторно-курортного лечения Федерального агентства по здравоохранению и социальному развитию.
С 2003 по 2004 и вновь с 2005 г. — ректор Института усовершенствования врачей НМХЦ им. Н. И. Пирогова, с того же 2005 г. одновременно там же заведующий кафедрой сестринского дела.
Входит в учёный совет НМХЦ им. Н. И. Пирогова, член диссовета Д 208.123.01.
С 2006 года также профессор кафедры высшее сестринское образование Первого Государственного медицинского университета им. И. М. Сеченова.
Действительный член (академик) РАМТН (1998), МАНПО (1998), РАЕН (1999), РАВН (2001), РЭА (2001). В РАЕН является учёным секретарём отделения фундаментальной медицины.
Кавалер Европейского ордена им. Н. И. Пирогова (2009) Европейской академией естественных наук. Награждён медалью ордена «За заслуги перед Отечеством» 2 степени (1997) и серебряной медалью РАЕН им. акад. П. Павлова «За развитие медицины и здравоохранения», Звездой Вернадского I и II степени — высшей наградой Международного межакадемического союза «За заслуги в науке», серебряной медалью им. А. С. Попова «За заслуги в деле изобретательства» (1999) Международной академии авторов научных открытий и изобретений, медалью И. И. Мечникова «За практический вклад в укрепление здоровья нации» РАЕН.
Лауреат премии РАМТН им. А. Л. Чижевского (1998).
Автор более 150 работ, в частности, монографии «Вино в восстановительной медицине и медицинской реабилитации» (2007), книги «Вино и здоровье» (М., 2009; 2-е изд. 2013 — его спонсором выступила Rumex Medical) и руководства для врачей «Природные лечебные факторы и средства в медицинской практике» (М., 2014).